# Адольф Шенберг
Адольф Шенберг (Adolf Schönberg; 7 серпня 1918, Бабилон — 28 липня 1943, Біскайська затока) — німецький офіцер-підводник, оберлейтенант-цур-зее крігсмаріне.

## Біографія
9 жовтня 1937 року вступив на флот. У вересні 1939 року відряджений в авіацію. В січні-червні 1941 року пройшов курс підводника. З 6 серпня 1941 року — 1-й вахтовий офіцер на підводному човні U-404. В серпні-вересні 1942 року пройшов курс командира човна. З 16 вересня 1942 по 19 липня 1943 року — командир U-62, з 20 липня 1943 року — U-404. 24 липня вийшов у свій перший і останній похід. 28 липня U-404 був потоплений в Біскайській затоці глибинними бомбами двох бомбардувальників «Ліберейтор» (американського і британського). Всі 51 члени екіпажу загинули.

## Звання
- Кандидат в офіцери (9 жовтня 1937)
- Морський кадет (28 червня 1938)
- Фенріх-цур-зее (1 квітня 1939)
- Оберфенріх-цур-зее (1 березня 1940)
- Лейтенант-цур-зее (1 травня 1940)
- Оберлейтенант-цур-зее (1 квітня 1942)